# Börjegatan

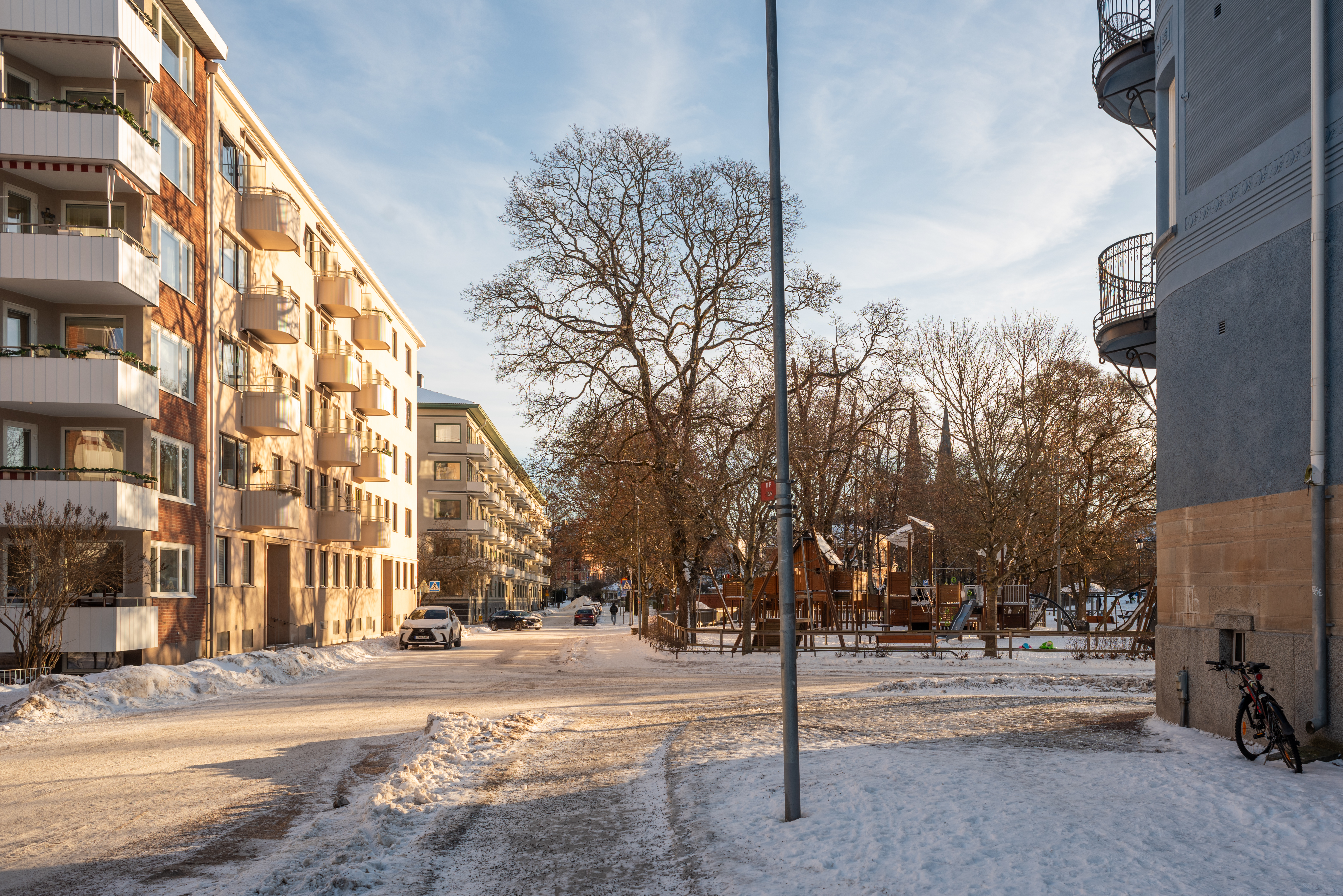
Börjegatan början, Uppsala.

Börjegatan är en gata i Uppsala som går genom Luthagen och Librobäck. 

## Sträckning
Den är Uppsalas infart från nordväst (länsväg 272) men innanför Ringgatan leds biltrafiken sedan början av 1970-talet in på Kyrkogårdsgatan vidare in mot centrala Uppsala. Vid omledningen byggdes Börjegatan om till cykelväg vid Ringgatan och där den går under Luthagsesplanaden där en viadukt anlades. Börjegatans ursprungliga start, vid korsningen med Skolgatan och Sysslomansgatan, lades igen fram till Torsgatan, och istället anlades där nuvarande Börjeparken. Mycket genomfartstrafik har också förts över till Bärbyleden, som Börjegatan korsar vid Librobäck.

## Bilder

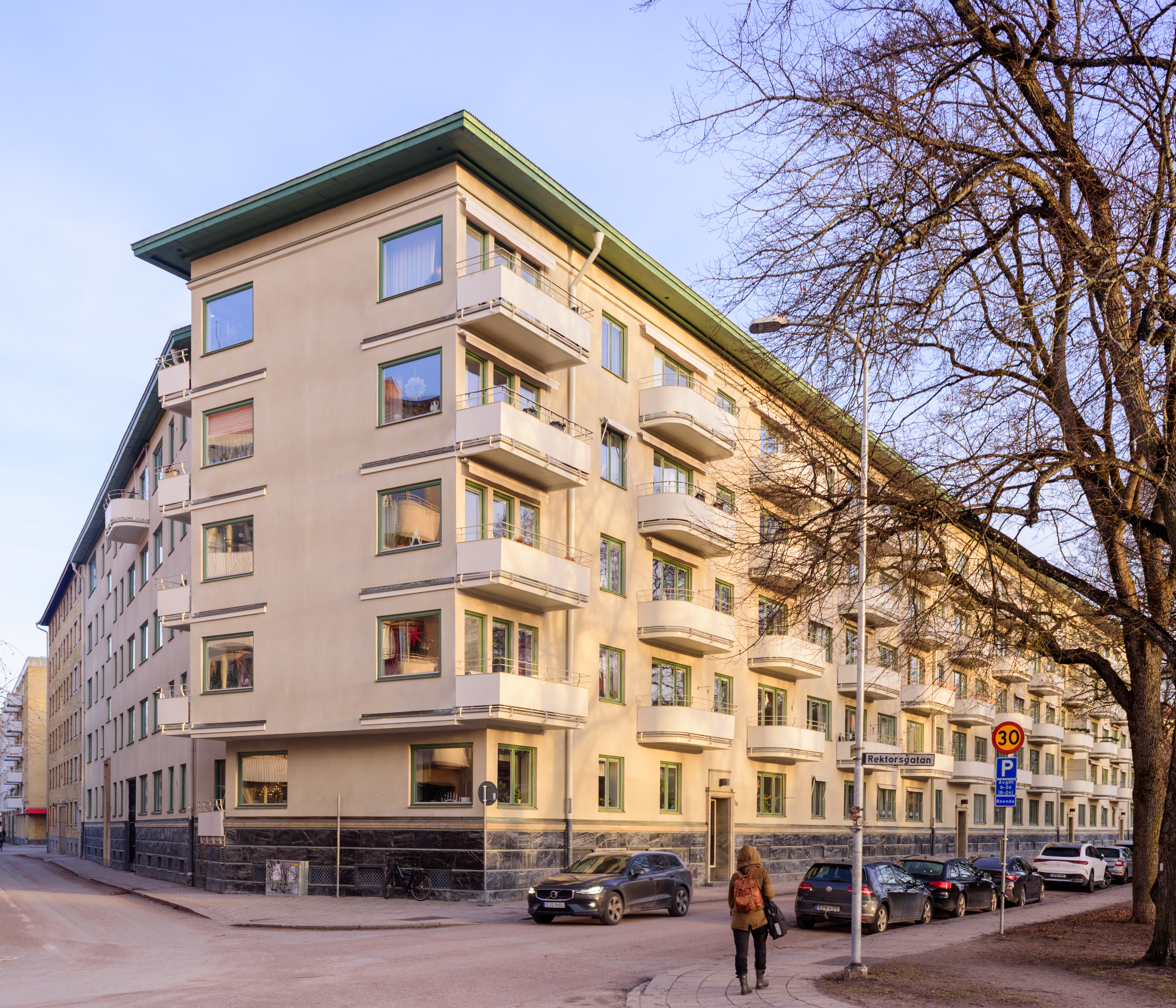
Börjegatan 1-3.
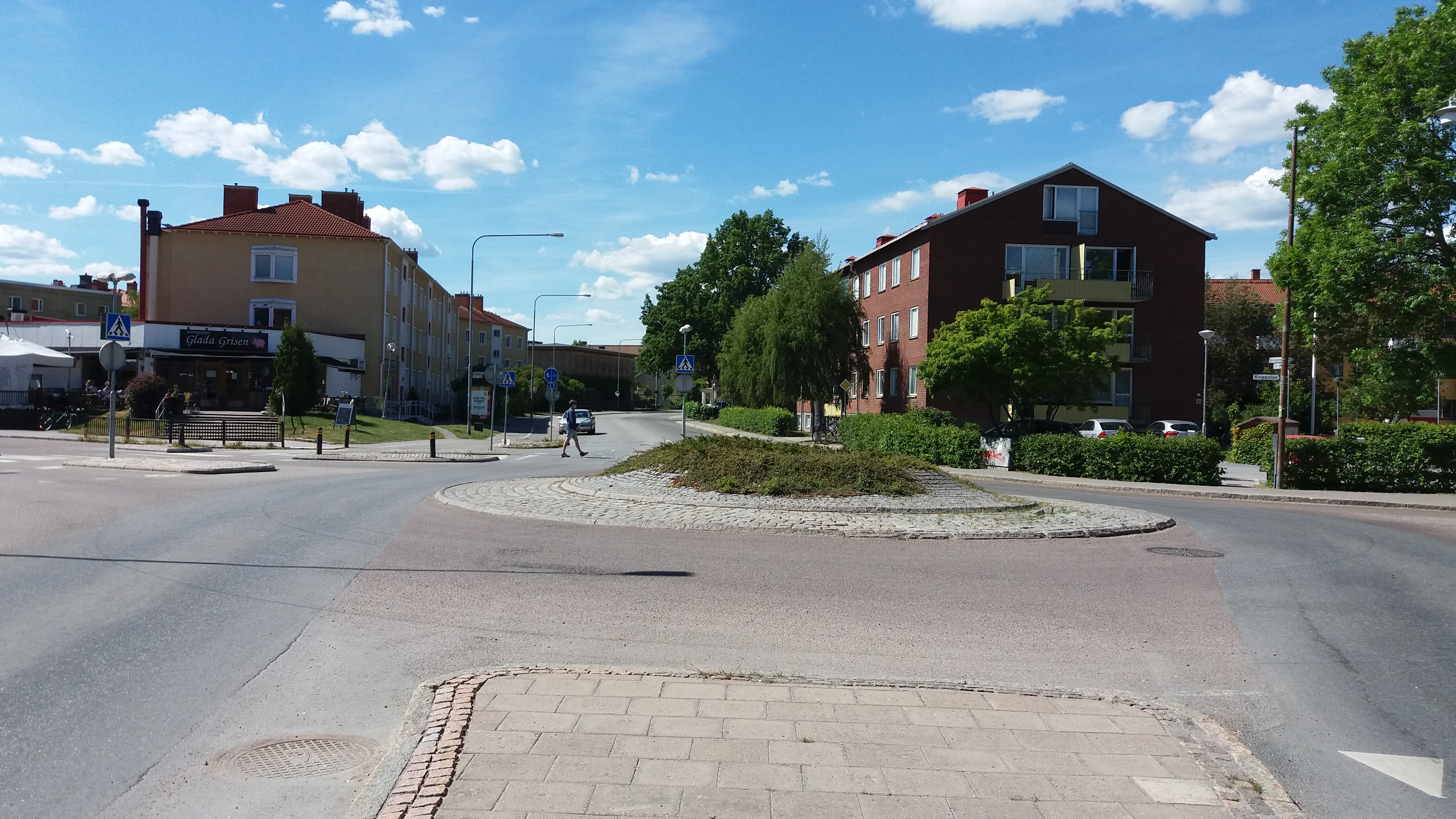
Börjegatan vid korsningen med Ringvägen.
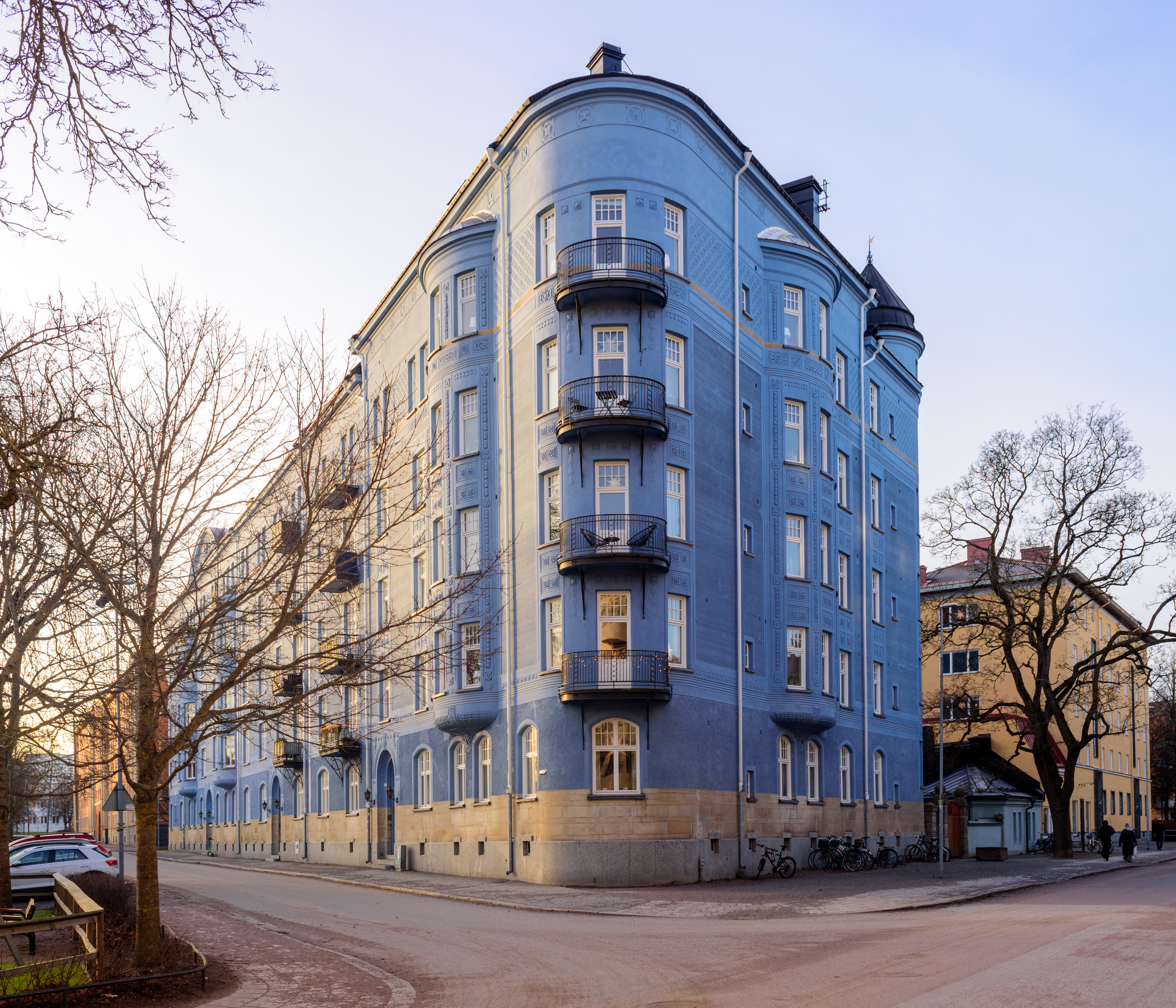
Vasahuset sett från Börjegatan.